# Etimologia das unidades federativas do Brasil

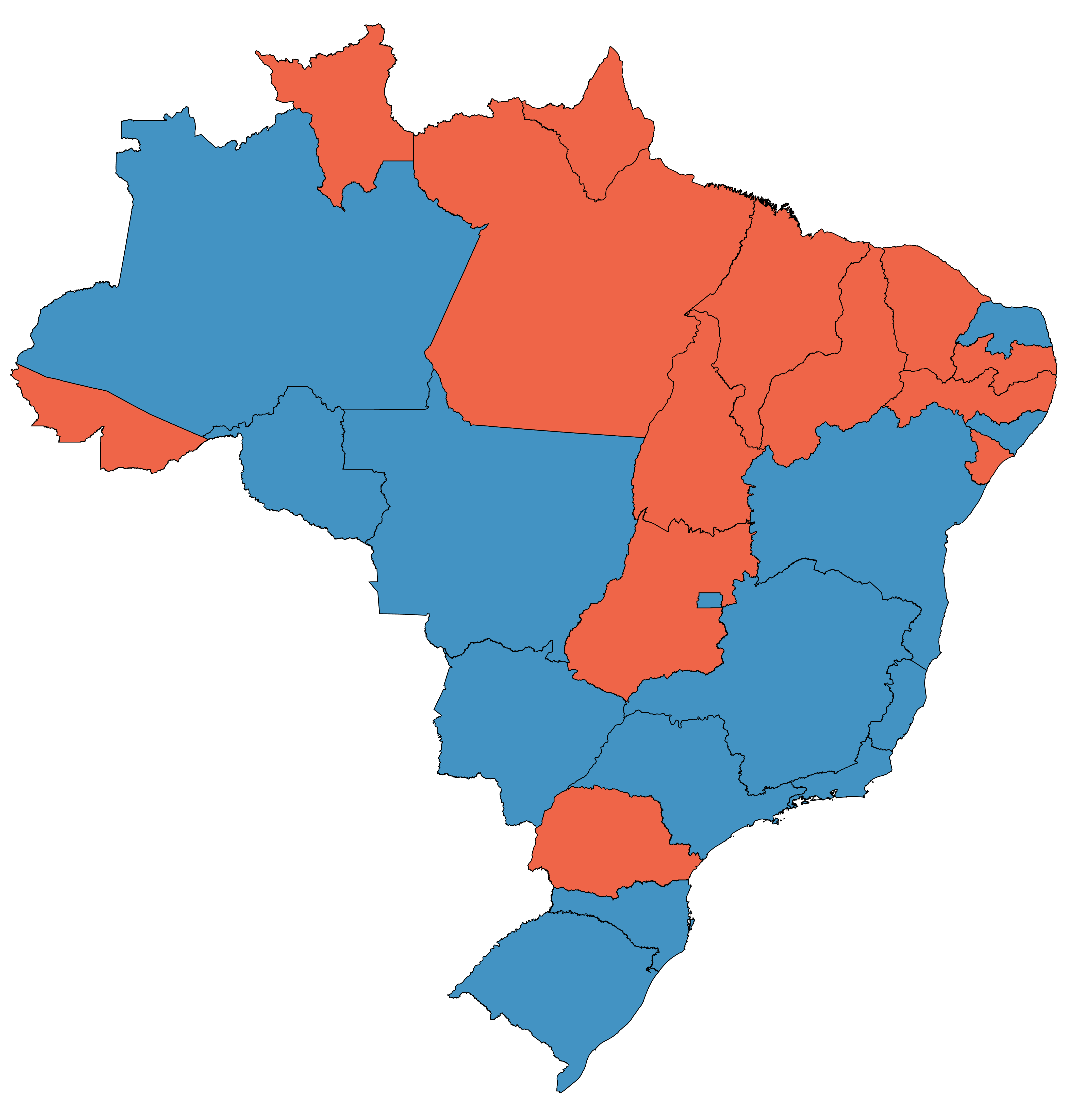
Estados brasileiros conforme a origem etimológica de seus nomes, sendo laranja para origem ameríndia e azul, origem portuguesa.

A etimologia dos nomes das unidades federativas do Brasil é variada, parte dos nomes tem sua origem baseada nas línguas tupi-guaranis, enquanto que outros na língua portuguesa.

## Unidades federativas atuais
- Acre — duas hipóteses: do apurinã uwákürü, "rio verde", por meio da corruptela a'quiri ou a'kiru[1], em referência ao rio Aquiri; ou do mundurucu áquiri, uma touca de penas.[1] A grafia atual data de 1878, quando um comerciante paraense não entendeu a escrita do colonizador João Gabriel de Carvalho Melo, que havia pedido mercadorias para a "boca do rio Aquiri".[1][2] Nada tem a ver com a unidade de medida acre.
- Alagoas — plural de "alagoa", que é uma variação de "lagoa".[3] O estado leva o nome da cidade de Alagoas, antiga capital da província e atual município de Marechal Deodoro. A cidade de Alagoas tem como origem as povoações de Santa Maria Madalena da Alagoa do Sul, em referência à lagoa Manguaba, e Santa Luzia da Alagoa do Norte (atual município de Santa Luzia do Norte), em referência à lagoa Mundaú.[4]
- Amapá — três hipóteses: do tupi amapá, "lugar da chuva" (ama, "chuva" + paba, "lugar", "estância" ou "morada");[2] derivação de ama'pá, nome da árvore apocinácea Parahancornia amapa[5][2] na língua geral setentrional;[6] ou do nheengatu para "terra que acaba", em referência ao então limite da colonização portuguesa, ou "ilha", em referência às ilhas do litoral do estado.[1]
- Amazonas — a partir do rio Amazonas, que, por sua vez, foi batizado pelo explorador espanhol Francisco de Orellana que relatou ter encontrado mulheres guerreiras ao longo do rio em 1541 e as associou às amazonas da mitologia grega.[2]
- Bahia — de bahia, a grafia arcaica de "baía", em referência à Baía de Todos-os-Santos.[2]
- Ceará — do rio homônimo, cuja etimologia tradicionalmente diz-se vir do tupi cemo ará, "canto da jandaia"[2], mas isso é incerto[7].
- Espírito Santo — nome dado à capitania por seu donatário, Vasco Fernandes Coutinho, aonde chegou em 23 de maio de 1535, domingo de Pentecostes, dedicado ao Espírito Santo.[2][8]
- Goiás — dos goiases ou guaiases, uma tribo indígena que supostamente existia na região até a chegada dos bandeirantes.[2] Lá os exploradores fundaram Santana de Goiás, futura capital da capitania de Goiás e atual município de Goiás, capital do estado anterior a Goiânia.[9]
- Maranhão — Talvez uma corruptela do tupi para-nhana, "rio que corre".[2] Maranhão é um nome antigo do rio Amazonas (cf. rio Marañón); talvez do espanhol marañón, "cajueiro", que de qualquer jeito também viria provavelmente de uma língua ameríndia (já que o caju é nativo da América).[2]
- Mato Grosso — sentido literal, por causa da vegetação densa na região. O nome teria sido dado por bandeirantes na década de 1730.[2]
- Mato Grosso do Sul — derivado do anterior, por ser a porção meridional (sul) que se separou em 1977.[2]
- Minas Gerais — sentido literal, por abrigar campos de extração de inúmeros minérios, principalmente ouro,[1] denominadas "minas gerais" em oposição às minas particulares ou por sua variedade de tipos de minério.[2] No início do século XVIII, a região era simplesmente denominada Minas.[1] Em 1710, surge a capitania de São Paulo e Minas de Ouro e, em 1732, desmembra-se dela a capitania de Minas Gerais.[1]
- Pará — do tupi pará, "mar", "rio largo" em referência ao estuário do rio Amazonas.[2] Pará era outro nome do rio Amazonas.[10]
- Paraíba — do rio homônimo que banha a capital do estado, João Pessoa. Paraíba vem do tupi paraíba, que significa "rio ruim" (pará, "rio grande" + aíb, "ruim" + a, sufixo).[10] no caso, ruim para navegação.[2]
- Paraná — do rio homônimo, do tupi paranã, "rio-mar";[10]
- Pernambuco — do tupi paranabuka[11] ou paranambuco,[2] que significa "fenda do mar", "mar furado" (paranã, "mar"[11] ou "rio caudaloso"[2] + puka, "fenda"), em referência a uma pedra furada por onde o mar entra[11] ou aos navios que furavam a barreira de recifes.[2]
- Piauí — do tupi piaby, que significa "rio das piabas" (piaba[11] ou pi(ra)awa,[2] "piaba" ou "piau" + 'y "rio").[11]
- Rio de Janeiro — sentido literal, referindo-se à Baía de Guanabara, descoberta no dia 1 de janeiro de 1502 por Gaspar de Lemos. A palavra "rio", na época, referia-se também a sacos e baías.[2]
- Rio Grande do Norte — sentido literal, em referência ao rio Potenji.[2]
- Rio Grande do Sul — sentido literal, por julgar-se que a Lagoa dos Patos, de formato longo e estreito, fosse um rio (de fato, abriga a foz do rio Guaíba).[2] A lagoa foi o local do estabelecimento da colônia portuguesa de Rio Grande de São Pedro, a atual cidade de Rio Grande.[12]
- Rondônia — em homenagem ao marechal Cândido Rondon, explorador da região.[13]
- Roraima — três hipóteses: do pemon roroima, "montanha verde-azulada";[1] do ianomâmi roro imã, que significa "montanha trovejante";[1] do étimo das línguas caribes para "fonte dos papagaios", a partir de roro, "papagaio", e imã, "pai" ou "formador".[1]  Todos esses termos se referem ao Monte Roraima, montanha na divisa entre Brasil, Venezuela e Guiana.
- Santa Catarina — duas hipóteses: em homenagem a Catarina Medrano, esposa de Sebastião Caboto, que chegou à ilha de Santa Catarina em 1526[13]; ou em homenagem a Catarina de Alexandria, considerada santa pela Igreja Católica.[13]
- São Paulo — assim batizado devido ao colégio jesuíta de São Paulo de Piratininga, fundado em 1554 no dia 25 de janeiro, em que os católicos comemoram a conversão de Paulo de Tarso.[13]
- Sergipe — do rio homônimo, do tupi antigo seriîype, que significa "no rio dos siris" (seri, "siri" + îy, "rio" + pe, "em").[14]
- Tocantins — do rio homônimo, que, por sua vez, vem da tribo indígena homônima que habitava o rio. Do tupi tukantim, que significa "bicos de tucanos" (tukana, "tucano" + tim, "bico").[15]
- Distrito Federal — sentido literal, por ser esta unidade um distrito à parte na federação e, durante mais de um século (1889-1990), administrado diretamente pela União (Governo Federal).

## Antigas unidades federativas
- Estado da Guanabara — do tupi wanaparã, "seio do mar".[carece de fontes?]
- Território de Fernando de Noronha — em homenagem a Fernando de Loronha (ou Noronha; ambas as grafias coexistem), primeiro arrendatário do Brasil.
- Território Federal do Guaporé (atual Rondônia) — do tupi gua (lago, lagoa, baía) + mporé (fonte), donde "fonte do lago".[carece de fontes?]
- Território Federal de Ponta Porã (atual parte de Mato Grosso do Sul e Paraná) — nome híbrido luso-tupi, de "ponta" + poranga (bela, bonita), donde "ponta bonita".[carece de fontes?]
- Território do Rio Branco (atual Roraima) - sentido literal, em referência ao rio Branco, afluente do rio Negro e de águas relativamente muito mais claras.
- Território Federal do Iguaçu — do tupi antigo  'ygûasu, que significa "rio grande" ( 'y, "rio" + ûasu, "grande").[16]

## Classificação
Entre os muitos tipos de topônimos que existem, a tabela abaixo agrupa os topônimos das atuais unidades federativas segundo o que apontam quando suas etimologias encontram-se na língua portuguesa.
| Tipo                                     | Quantidade | Exemplos                                                                                            |
| ---------------------------------------- | ---------- | --------------------------------------------------------------------------------------------------- |
| Hidrotopônimos (corpos d'água)           | 5          | Alagoas, Bahia, Rio de Janeiro, Rio Grande do Norte, Rio Grande do Sul                              |
| Potamônimos (nomes de rios)              | 9          | Acre, Amazonas, Ceará, Maranhão, Pará, Paraíba, Paraná, Sergipe, Tocantins                          |
| Orônimos (nomes de montanhas)            | 1          | Roraima                                                                                             |
| Cardinotopônimos (pontos cardeais)       | 3          | Rio Grande do Norte, Rio Grande do Sul, Mato Grosso do Sul                                          |
| Hierotopônimos (religião)                | 3          | Espírito Santo, Santa Catarina, São Paulo                                                           |
| Fitotopônimos (vegetação)                | 2          | Mato Grosso, Mato Grosso do Sul                                                                     |
| Antropotopônimos (nomes de pessoas)      | 1          | Rondônia                                                                                            |
| Etnotopônimos (etnias)                   | 1          | Goiás                                                                                               |
| Poliotopônimos (assentamentos humanos)   | 1          | Distrito Federal                                                                                    |
| Topônimos em português não classificados | 1          | Minas Gerais                                                                                        |
| Topônimos de origem ameríndia            | 12         | Acre, Amapá, Ceará, Maranhão, Pará, Paraíba, Paraná, Pernambuco, Piauí, Roraima, Sergipe, Tocantins |
| Topônimos de origem grega                | 1          | Amazonas                                                                                            |